# Rudolf Brunnenmeier
Rudolf Brunnenmeier (Monaco di Baviera, 11 febbraio 1941 – Olching, 18 aprile 2003) è stato un calciatore tedesco, di ruolo attaccante.

## Carriera
Giocò gli anni migliori della sua carriera nel Monaco 1860, con cui vinse un campionato tedesco nel 1966 ed una Coppa di Germania nel 1964. Fu capocannoniere della Bundesliga nel 1965.

## Curiosità
Il 7 gennaio 1984 riesce a salvare tre donne dall'incendio di un locale assieme ad un gestore.

## Palmarès

### Club
- Oberliga Süd: 1

Monaco 1860: 1962-1963
- Campionato tedesco: 1

Monaco 1860: 1965-1966
- Coppa di Germania: 1

Monaco 1860: 1963-1964
- Coppa Svizzera: 1

Zurigo: 1972-1973

### Individuale
- Capocannoniere del campionato tedesco: 1

1964-1965 (24 gol)